# Lijfrente
Een lijfrente is een bedrag dat periodiek aan een bepaalde begunstigde (de rentetrekker) wordt uitbetaald. Dit bedrag wordt doorgaans uitbetaald uit een lijfrenteverzekering. Voor deze lijfrenteverzekering wordt vóór het ingaan van de uitkeringsfase eenmalig of periodiek premie betaald.
De uitkering vindt plaats tijdens een vooraf overeengekomen termijn of levenslang, maar eindigt, wanneer afgesloten via een lijfrente-uitkeringsverzekering, in ieder geval bij overlijden van de verzekerde. Wanneer er wordt gekozen voor uitkering via een lijfrenterekening of bankspaarrekening, heeft de nabestaande of hebben de nabestaanden, na overlijden recht op de overige uitkeringen. De hoogte van de uitkering is vaak steeds gelijk. Het is ook mogelijk de premie(s) te laten beleggen, waarmee de hoogte van de uitkering afhankelijk is van de beleggingsresultaten.
De hoogte van de termijn hangt af van de marktrente op het moment van aankoop, de periode van uitkering, de leeftijd van de verzekerde en begunstigde en de sterftekansen.
Een levenslange lijfrenteverzekering verzekert net als een pensioenverzekering het zogenaamde "langlevenrisico". Deze term doelt erop dat het (ook als men graag lang leeft) een financieel risico kan inhouden: indien men inteert op vermogen kan dit opraken; bij een levenslange lijfrenteverzekering draagt de verzekeraar het financiële risico van lang leven.
Wel is het zo dat de uitkeringen vaak niet geïndexeerd zijn, dus inflatie blijft voor de verzekerde/begunstigde een risico.
De contante waarde van een lijfrente wordt berekend door de contante waarde van alle potentiële uitkeringen op te tellen. De contante waarde van een potentiële uitkering op een bepaald moment in de toekomst op voorwaarde dat men dan nog leeft wordt berekend door het bedrag van de uitkering te vermenigvuldigen met de kans op de uitkering (dus de kans dat men dan nog leeft) en dit te verdisconteren op basis van een rentevoet.
Omdat bij een lijfrenteverzekering een medische keuring niet aan de orde is (laat staan een tussentijdse) zal de verzekeraar uitgaan van algemene statistieken. Gezien vanuit een individuele verzekerde kan de waarde afwijken, deze is bijvoorbeeld lager als hij een mogelijk dodelijke ziekte heeft.
Tussen twee uitkeringsmomenten neemt bij constante rentevoet de contante waarde toe doordat elke toekomstige uitkering nabijer in de toekomst komt, dus er is meer kans dat men dan nog leeft, en de verdiscontering is ook minder. Een hogere rentevoet verlaagt de waarde en omgekeerd. Voor de individuele verzekerde heeft verbetering van de gezondheid een positief effect, en omgekeerd.
De betaling van een uitkering vermindert de waarde met het bedrag van de uitkering.
In de tijd tussen twee uitkeringsmomenten inclusief een uitkering is bij een levenslange lijfrente en een gelijke resterende levensverwachting het effect op de contante waarde van de mindere verdiscontering en de uitbetaling samen nul, dus dan is nog over het effect van de rentevoet, en de lagere resterende levensverwachting (voor de individuele verzekerde eventueel hoger door verbetering van de gezondheid).
Een lijfrente wordt in België beschouwd als een roerend goed.

## Verkoop van een woning op lijfrente
Gezien de stijgende woningprijzen, het strenger wordende kredietbeleid van de banken op het vlak van hypothecaire leningen en de toenemende vergrijzing in West-Europa komt het steeds vaker voor dat een ouder iemand zijn woning verkoopt aan een jongere (minder vermogende) persoon met als tegenprestatie een levenslange lijfrente. Bij de ondertekening van de verkoopovereenkomst betaalt de koper dan een voorschot aan de verkoper, het zogenaamde 'bouquet' (boeket). Deze alternatieve financieringsvorm kan eventueel gekoppeld worden aan het levenslange persoonlijk recht van de verkoper om in het pand te blijven wonen of, indien het enkel gaat om de verkoop van de blote eigendom, aan het vruchtgebruik (inclusief bewoning) voor de verkoper. Eind jaren 2010 is er echter een tendens merkbaar waarbij het levenslang karakter beperkt wordt, mede door de vrees voor steeds toenemende levensverwachtingen.